# Voskressensk
Voskressensk - Воскресенск (rus) - és una ciutat de l'óblast de Moscou, a Rússia. Es troba a 88 km al sud-est de Moscou, a la vora del riu Moskvà.

## Història

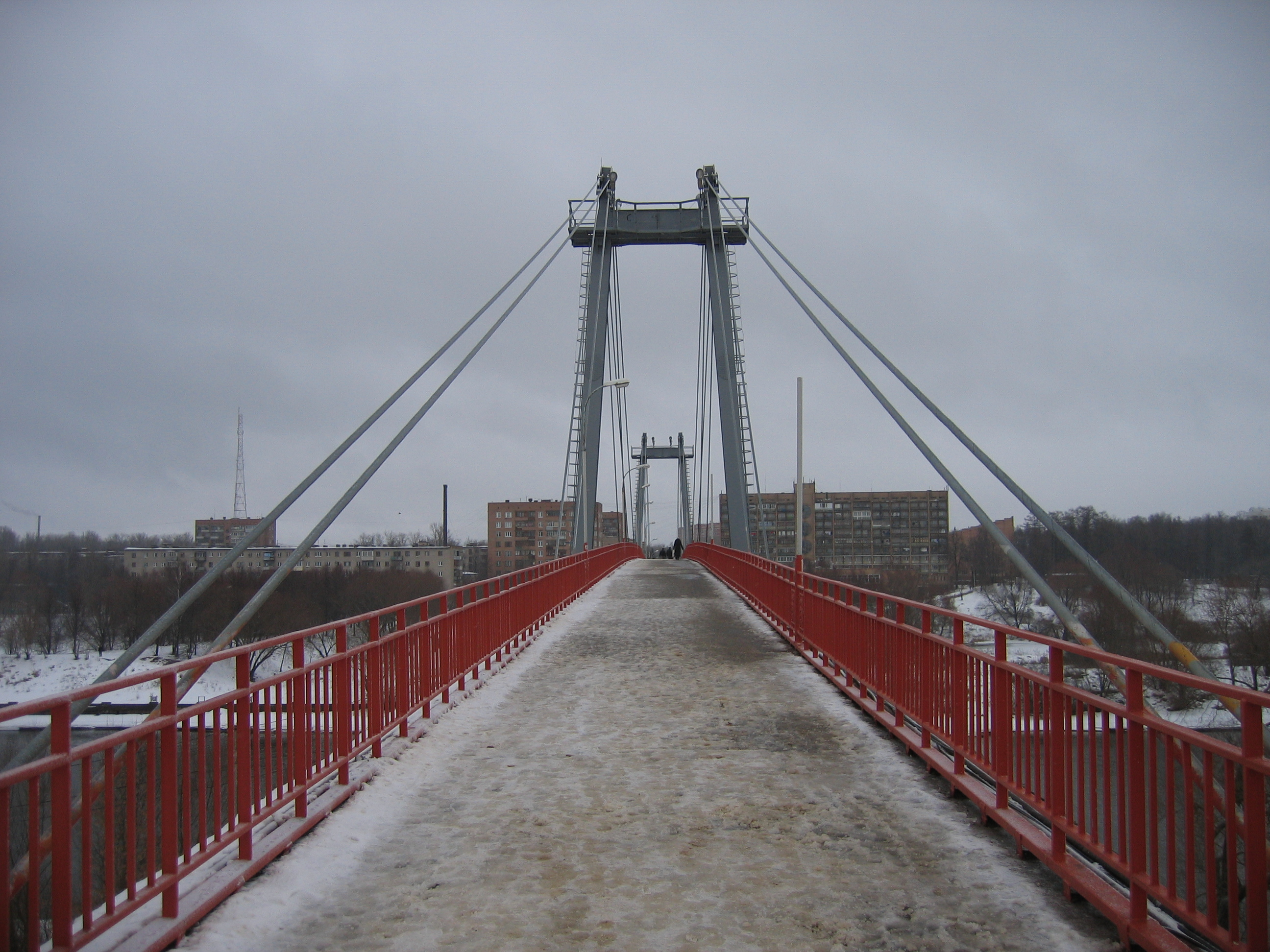
Pont sobre el riu Moskvà.

El lloc és mencionat per primer cop als catastres del 1577. No obstant això, les proves arqueològiques demostren que la zona havia estat habitada des d'èpoques més antigues. El nom de Voskressensk (literalment 'Resurrecció') es deu a l'antiga església de la Resurrecció que es trobava al centre de la vila. Entre els segles XIX i xx s'hi construí l'estació de la línia Moscou-Riazan i l'assentament s'uní amb les viles veïnes de Kriviakino i Neverova per obtenir l'estatus de ciutat el 1938.